# متروی سامارا
متروی سامارا (روسی: Самарское Метро) سیستم قطار شهری زیرزمینی در سامارا، روسیه است.
این مترو که در سال ۱۹۸۷ تأسیس شده دارای ۱ خط، ۱۰ ایستگاه و ۱۲.۷ کیلومتر طول می‌باشد.

## نگارخانه

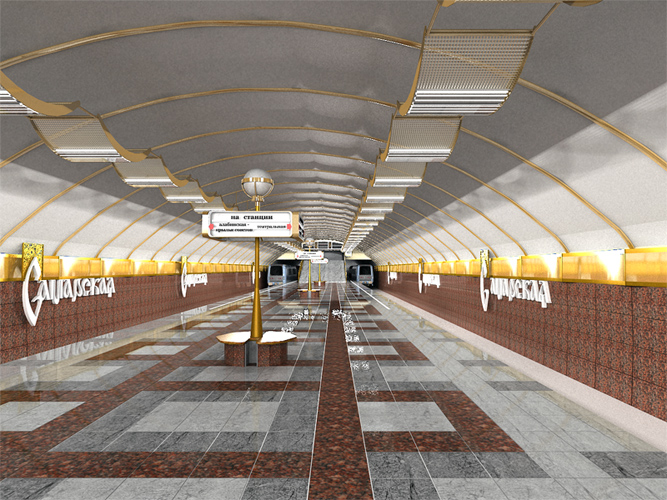
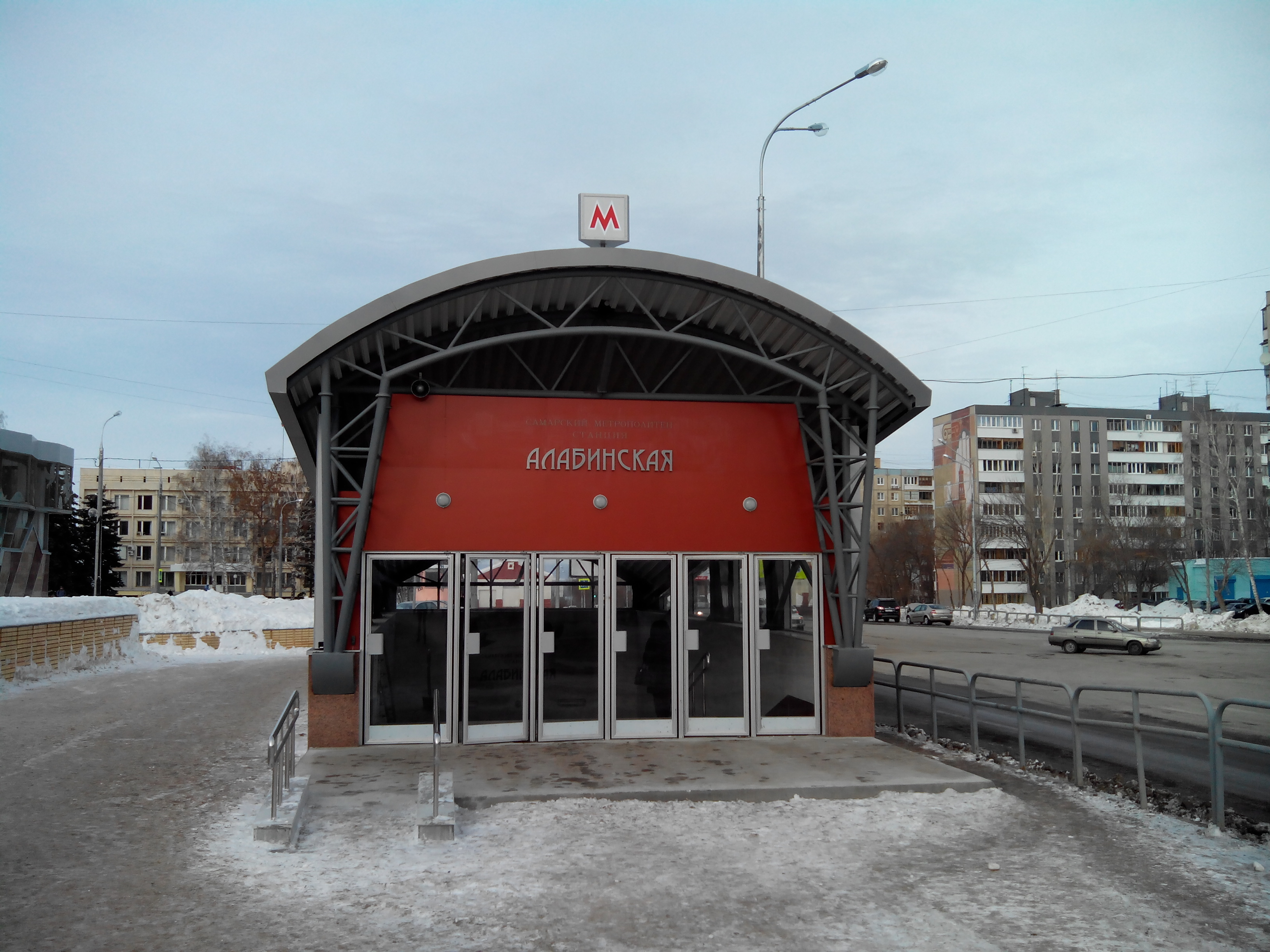